# Gregory (Dakota del Sud)
Gregory è un comune (city) degli Stati Uniti d'America della contea di Gregory nello Stato del Dakota del Sud. La popolazione era di 1 295 abitanti al censimento del 2010.

## Geografia fisica
Gregory è situata a 43°14′02″N 99°25′43″W (43.233924, -99.428580).
Secondo lo United States Census Bureau, la città ha una superficie totale di 4,42 km², dei quali 4,42 km² di territorio e 0 km² di acque interne (0% del totale).
A Gregory è stato assegnato lo ZIP code 57533 e lo FIPS place code 26180.

## Storia
Gregory fu progettata nel 1904. La città prende questo nome perché si trova all'interno della contea di Gregory. Un ufficio postale chiamato Gregory è in funzione dal 1904. Il giornale locale di Gregory e della contea circostante, il Gregory Times-Advocate, era stato fondato nel 1910.
L'8 maggio 1965, un tornado di categoria F5 colpì la città senza provocare vittime.

## Società

### Evoluzione demografica
Secondo il censimento del 2010, c'erano 1 295 abitanti.

### Etnie e minoranze straniere
Secondo il censimento del 2010, la composizione etnica della città era formata dal 90,27% di bianchi, lo 0,15% di afroamericani, il 6,8% di nativi americani, lo 0,62% di asiatici, lo 0% di oceanici, lo 0% di altre etnie, e il 2,16% di due o più etnie. Ispanici o latinos di qualunque etnia erano lo 0,85% della popolazione.